# O Anticristo
O Anticristo (em alemão:  Der Antichrist) é um livro do autor alemão Friedrich Nietzsche, escrito em 1888 e publicado em 1895. É considerado uma das mais ácidas críticas de Nietzsche ao cristianismo, célebre pela frase: "O Evangelho morreu na cruz". Seu título original em alemão, Der Antichrist, pode significar tanto "O Anticristo" quanto "O Anticristão". Ele não se baseou na figura bíblica do Anticristo.
Nietzsche foca sua crítica na religião cristã. Ele faz diversos ataques tentando mostrar uma suposta deturpação por Paulo de Tarso e pelo catolicismo. Não obstante, critica também Lutero, sobre o qual afirma ter perdido a grande oportunidade de evitar a decadência alemã.
Sobre o budismo, ele afirma ser a religião do nada, na figura de Buda, o que se abdicou de tudo o que era humano. Contudo, ele predica que o budismo é ruim, mas afirma que o cristianismo é um mal ainda pior, pois tenta elevar os chandala (termo hinduísta para designar a pária, casta inferior).
Nietzsche faz uma comparação entre os Livros Sagrados Cristãos, e o Código de Manu, de origem brâmane. Considerando, o segundo, demasiado superior e que: "esta sim pode ser considerada uma filosofia".
Dentre as outras citações que faz em seu livro destacamos, positivamente para Fiódor Dostoiévski e Goethe e depreciativamente para Kant e os já aponta.
Ele afirma em seu prólogo: "Este livro pertence aos homens mais raros. Talvez nenhum deles sequer esteja vivo. É possível que se
encontrem entre aqueles que compreendem o meu “Zaratustra”: Como eu poderia misturar−me àqueles aos
quais se presta ouvidos atualmente? — Somente os dias vindouros me pertencem. Alguns homens nascem
póstumos."

## Interpretações
Em "O Anticristo", Nietzsche expõe suas críticas à moral cristã tradicional, argumentando que ela representa uma inversão dos valores que são fundamentais para o desenvolvimento humano e para a afirmação da vida. Ele questiona a noção de pecado e virtude, propondo que o cristianismo desvaloriza a vida terrena em prol de uma suposta recompensa ou redenção no além-vida. Nietzsche aborda a figura de Jesus Cristo como um líder cuja mensagem original teria sido distorcida pela Igreja para servir a seus próprios propósitos e para consolidar seu poder. Ele acusa a Igreja de criar uma moralidade que promove a submissão, a autoabnegação e a fraqueza, em contraste com os valores que ele considera essenciais para a força e vitalidade humanas.  Ao denunciar a moralidade cristã como uma negação da vida e uma forma de decadência, Nietzsche sugere a necessidade de superação desses valores em favor de uma nova perspectiva que promova a afirmação da existência terrena, a vontade de poder e a busca pelo autodesenvolvimento. É importante notar que as obras de Nietzsche, incluindo "O Anticristo", são complexas e abertas a interpretações diversas. Ele desafia os conceitos estabelecidos e busca provocar reflexões profundas sobre a natureza humana, a moralidade e a cultura. A afirmação "o único cristão morreu na cruz" atribuída a Nietzsche é uma expressão provocativa e filosófica que pode ser interpretada de várias maneiras. Essa frase aparece em sua obra "Assim Falou Zaratustra", que é outra peça importante da filosofia nietzschiana.  
Essa afirmação não é um elogio convencional ao cristianismo, mas sim uma crítica. Nietzsche sugere que o verdadeiro espírito cristão, na sua visão, morreu com Jesus na cruz. Ele argumenta que o Jesus histórico foi uma figura que desafiou as normas estabelecidas de sua época, mas que o cristianismo que se desenvolveu após sua morte distorceu e corrompeu suas ideias originais. Nietzsche muitas vezes criticava o cristianismo por considerá-lo uma negação da vida, promovendo valores que enfraqueciam a humanidade. Ao afirmar que "o único cristão morreu na cruz", ele pode estar sugerindo que o verdadeiro espírito revolucionário e desafiador de Jesus foi perdido nas interpretações subsequentes da fé cristã.   
Friedrich Nietzsche tinha diversas críticas a Paulo de Tarso, conhecido como São Paulo, uma figura-chave no desenvolvimento do cristianismo. Nietzsche via Paulo como responsável por distorcer a mensagem original de Jesus Cristo, transformando-a em algo que contradizia os valores que Nietzsche valorizava.  Nietzsche via Paulo como um promotor da negação da vida terrena em favor de uma ênfase excessiva na vida após a morte. Ele acreditava que Paulo contribuiu para criar uma visão de mundo que desvalorizava a existência neste mundo em favor de recompensas no além-vida, o que, para Nietzsche, era uma forma de decadência.  Nietzsche criticava a moralidade promovida por Paulo como uma moralidade da submissão, humildade e fraqueza. Ele via esses valores como contraproducentes para o florescimento humano, pois enfraqueciam a vitalidade e a vontade de poder necessárias para a afirmação da vida. 
Nietzsche criticava a ascetismo pregado por Paulo, que enfatizava a autonegação e a mortificação do corpo. Para Nietzsche, isso representava uma rejeição da própria natureza humana e uma tentativa de escapar das realidades da existência terrena. Nietzsche também expressou preocupações sobre as tendências antissemitas e nacionalistas presentes nas escrituras paulinas. Ele acreditava que Paulo contribuiu para a separação entre os ensinamentos de Jesus e o desenvolvimento posterior do cristianismo, criando uma religião que estava em desacordo com o espírito original do cristianismo. Essas críticas fazem parte da abordagem mais ampla de Nietzsche à moralidade e à religião, nas quais ele buscava promover uma visão de mundo que celebrasse a vida terrena, a vontade de poder e a afirmação da existência, em contraste com o que ele percebia como valores decadentes promovidos pelo cristianismo institucionalizado.  
A associação de Nietzsche entre o cristianismo e o platonismo, especialmente no que ele chamou de "platonismo para o povo", refere-se à interpretação que ele faz da influência de certas ideias filosóficas na formação da moral cristã, sendo Paulo de Tarso uma figura central nesse processo. Nietzsche argumenta que o cristianismo, em sua forma institucionalizada, incorporou certas ideias platônicas, mas as apresentou de maneira acessível às massas. Para Nietzsche, Platão era um filósofo que valorizava o mundo das ideias ou formas mais do que o mundo material. Ele acreditava que a realidade concreta era apenas uma sombra imperfeita do mundo ideal das formas. Nietzsche via essa ênfase no transcendentalismo platônico como algo que o cristianismo adotou e popularizou. Nietzsche argumenta que o cristianismo, especialmente em suas formas mais institucionalizadas e populares, promoveu uma visão de mundo que negligenciava a vida terrena em favor de recompensas no além-vida. Essa ênfase na vida após a morte, segundo Nietzsche, refletia uma influência platônica, na qual a realidade material era vista como menos significativa do que as ideias eternas e imutáveis. Nietzsche identifica Paulo de Tarso como uma figura chave na transformação do cristianismo. Ele vê Paulo como alguém que interpretou e adaptou os ensinamentos de Jesus de uma maneira que se alinhava com as ideias platônicas e que, ao fazer isso, contribuiu para a formação de uma moralidade cristã que enfatizava a negação do mundo material e a busca da salvação no além.  

## Conteúdo
Nietzsche afirma no prefácio ter escrito o livro para um público muito limitado. Para compreender o livro, ele afirma que o leitor “deve ser honesto em questões intelectuais ao ponto da dureza para suportar minha seriedade, minha paixão”. Ele desconsidera todos os outros leitores: "Muito bem, então! somente desse tipo são meus leitores, meus verdadeiros leitores, meus leitores preordenados: de que importância é o resto?—O resto é meramente humanidade.—Um deve tornar-se superior à humanidade, em poder, em elevação de alma, em desprezo."  

### Valores decadentes
Na seção 1, Nietzsche expressa sua insatisfação com a modernidade, listando sua aversão pela "paz preguiçosa", pelo "compromisso covarde", pela "tolerância" e "resignação.  Nietzsche introduz seu conceito de vontade de poder no § 2, usando sua relação para definir noções de bem: felicidade e ruim: "O que é bom?—Tudo o que aumenta o sentimento de poder, a vontade de poder, o próprio poder, no homem. O que é o mal? - Tudo o que surge da fraqueza. O que é felicidade?—A sensação de que o poder aumenta—que a resistência é superada."   
Nietzsche segue esta passagem com uma linguagem provocativa e chocante: "Os fracos e os fracassados perecerão: primeiro princípio da nossa caridade. E devemos ajudá-los nisso. O que é mais prejudicial do que qualquer vício?—Simpatia prática pelos fracassados e fracos—Cristianismo". 
Este é um exemplo da reação de Nietzsche contra Schopenhauer, que baseou toda a moralidade na compaixão. Nietzsche, ao contrário, elogia a “virtude livre de ácido moral”. Nietzsche prossegue dizendo que a humanidade, por medo, criou um tipo de ser humano fraco e doente. Ele culpa o Cristianismo por demonizar humanos fortes e superiores. Pascal, afirma ele, era um homem intelectualmente forte que foi depravado pelos ensinamentos do Cristianismo sobre o pecado original. 
A humanidade, segundo Nietzsche, é corrupta e seus valores mais elevados são depravados. Ele afirma que "todos os valores nos quais a humanidade atualmente resume seus mais elevados desejos são valores de decadência". A humanidade é depravada porque perdeu seus instintos e prefere o que lhe é prejudicial: "Considero a própria vida um instinto de crescimento, de durabilidade, de acumulação de forças, de poder: onde falta a vontade de poder aí é declínio."  A depravação resulta porque valores "niilistas dominam sob os nomes mais sagrados". 

### Piedade cristã
O Cristianismo, como religião de paz, é desprezado por Nietzsche. Segundo o relato de Nietzsche, a piedade tem efeito depressivo, perda de vitalidade e força, além de ser prejudicial à vida. Também preserva aquilo que deveria ser destruído naturalmente. Na filosofia de Schopenhauer, que Nietzsche vê como a mais niilista e oposta à vida, a piedade é a maior virtude de todas. Mas, para Nietzsche: "[N]o papel de protetor dos miseráveis, é um agente primordial na promoção da decadência - a piedade convence à extinção... É claro que não se diz "extinção": diz-se "o outro mundo, "ou" Deus "ou" a verdadeira vida "ou Nirvana, salvação, bem-aventurança... Esta retórica inocente, do reino da bobagem ético-religiosa, parece muito menos inocente quando se reflete sobre a tendência que ela esconde sob palavras sublimes: a tendência de destruir a vida. Schopenhauer era hostil à vida: é por isso que a piedade lhe parecia uma virtude."  Ele prossegue, mencionando que os modernos Leo Tolstoy e Richard Wagner adotaram o ponto de vista de Schopenhauer. Aristóteles, que viveu entre 384 e 322 a.C., por outro lado, reconheceu a insalubridade da piedade e prescreveu a tragédia como um remédio aos males da piedade cristã. 

### Método científico
Nietzsche considera um espírito livre a personificação de uma transvaloração de todos os valores. Nietzsche afirma que, antes de sua época, o método científico de busca da verdade e do conhecimento era recebido com desprezo e escárnio. Uma atitude calma, cautelosa e modesta era vista com desprezo. 

### Deus cristão
Nietzsche afirma que a religião cristã e sua moralidade são baseadas em ficções imaginárias. Nietzsche se opõe ao conceito cristão de Deus porque: "Deus degenerou na contradição da vida. Em vez de ser a sua transfiguração e eterno Sim! Nele se declara a guerra à vida, à natureza, à vontade de viver! Deus se torna a fórmula para toda calúnia sobre o “aqui e agora” e para toda mentira sobre o “além”!" 
Relembrando a descrição de Schopenhauer da negação da vontade de viver e do subsequente nada vazio, Nietzsche proclama sobre o Deus cristão que "nele o nada é deificado, e a vontade de nada é santificada!" 
Nietzsche critica as "raças fortes do norte da Europa" por aceitarem o Deus cristão e não criarem um novo deus próprio: "Dois mil anos se passaram - e nem um único deus novo!". Ele afirma que o tradicional “deus lamentável do monotono-teísmo cristão” apoia “todos os instintos de decadência, todas as covardias e cansaços da alma encontram sua sanção!” 

### Budismo contra o Cristianismo
Embora critique tanto o cristianismo quanto o budismo, Nietzsche considera este último mais realista, pois coloca problemas objetivos e não utiliza o conceito de Deus. Nietzsche afirma que o Budismo está "além do bem e do mal" porque evoluiu para além do "autoengano que reside nos conceitos morais". 

## Origem do Cristianismo

### Sacerdócio judaico
Os padres judeus e, posteriormente - em maior grau - cristãos, sobreviveram e alcançaram o poder ao se aliar aos decadentes, afirma Nietzsche. Eles se voltaram contra o mundo natural. Os seus "instintos de ressentimento" contra aqueles que eram bem constituídos levaram-nos a "inventar um outro mundo em que a aceitação da vida aparecesse como a coisa mais maligna e abominável que se possa imaginar". Para sobreviver, os sacerdotes judeus fizeram uso dos decadentes e da sua grande população. Os judeus não eram eles próprios decadentes - eles são "exatamente o oposto". Em vez disso, de acordo com Nietzsche, eles têm “a vontade nacional de viver mais poderosa que já apareceu na terra”. No entanto, "eles foram simplesmente forçados a aparecer" como decadentes, a "colocar-se à frente de todos os movimentos decadentes (—por exemplo, o Cristianismo de Paulo—), e assim fazer deles algo mais forte do que qualquer partido que diga francamente Sim para a vida". 

### Cinco estágios de desnaturalização de valores
1. O Senhor/Jahveh de Israel “era uma expressão da sua consciência de poder, da sua alegria em si mesmo, das suas esperanças para si mesmo”. Porque ele é o Deus deles, eles o consideravam o Deus da justiça. Os judeus afirmaram-se, perceberam o seu próprio poder e tinham uma boa consciência. Mesmo depois de a anarquia interna e as invasões assírias terem enfraquecido Israel, o país manteve a sua adoração a Deus como um rei que é ao mesmo tempo soldado e juiz. [6]
2. O conceito de Deus é falsificado: Yahweh tornou-se um deus exigente. “Javé, o deus da “justiça” — ele não está mais de acordo com Israel, ele não visualiza mais o egoísmo nacional”. [6]
3. O conceito de moralidade é falsificado: a moralidade não é mais uma expressão de vida e crescimento. Pelo contrário, opõe-se à vida apresentando o bem-estar como uma tentação perigosa. A noção pública deste Deus torna-se armada por agitadores clericais, que "interpretam toda felicidade como uma recompensa e toda infelicidade como um castigo pela obediência ou desobediência a ele, pelo 'pecado'". [6]
4. A história de Israel é falsificada: a grande época torna-se uma época de decadência. «o Exílio, com a sua longa série de infortúnios, transformou-se num castigo para aquela grande época - durante a qual os sacerdotes ainda não tinham surgido». O passado é traduzido em termos religiosos; foi um registro de culpa, punição, piedade e recompensa em relação a Yahweh. É estabelecida uma ordem moral mundial que atribui valor às ações que obedecem à vontade de Deus (e que afirma que esta vontade geral, ou seja, o modo de vida correto para todos, é eterna e imutável). Os sacerdotes ensinam que «o poder dominante da vontade de Deus, expresso como castigo e recompensa segundo o grau de obediência, manifesta-se no destino de uma nação, de um indivíduo».[6]
5. A vontade de Deus é revelada na Sagrada Escritura: o livro sagrado formula a vontade de Deus e especifica o que deve ser dado aos sacerdotes. O sacerdote santifica e confere todo valor: a desobediência a Deus (o sacerdote) é 'pecado'; a sujeição a Deus (o sacerdote) é redenção. Os sacerdotes usam o 'pecado' para ganhar e manter o poder.  A partir de então as coisas foram organizadas de tal forma que o padre tornou-se indispensável em toda parte; em todos os grandes acontecimentos naturais da vida, no nascimento, no casamento, na doença, na morte, para não dizer no sacrifício (isto é, na hora das refeições), o santo parasita apareceu e começou a desnaturar isto. [6]

### Revolta contra o sacerdócio judaico
A igreja judaica se opôs e negou a natureza, a realidade e o mundo como sendo pecaminosos e profanos. O Cristianismo então negou a igreja judaica e seu povo santo e escolhido, de acordo com Nietzsche: "O fenômeno é de primeira ordem de importância: o pequeno movimento insurrecional que tomou o nome de Jesus de Nazaré é simplesmente o instinto judaico redivivus — em outras palavras, é o instinto sacerdotal que chega a tal ponto que não pode mais suportar o padre como um fato; é a descoberta de um estado de existência ainda mais fantástico do que qualquer outro anterior, de uma visão da vida ainda mais irreal do que a necessária a uma organização eclesiástica." A igreja judaica e a nação judaica receberam esta rebelião como uma ameaça à sua existência: "Este santo anarquista, que despertou o povo do abismo, os párias e os “pecadores”, o Chandala do Judaísmo, a levantar-se em revolta contra a ordem estabelecida das coisas...este homem foi certamente um criminoso político.... Isto é o que o levou à cruz.... Ele morreu pelos seus próprios pecados..." 

### O tipo Redentor
Nietzsche critica a atribuição dos conceitos de gênio e herói a Jesus por Ernest Renan. Nietzsche pensa que a palavra idiota descreve melhor Jesus.  Nietzsche afirma que a realidade psicológica da redenção era um “novo modo de vida, não uma nova fé”. É «[o] instinto profundo que leva o cristão a viver de modo a sentir que está 'no céu'".  O cristão é conhecido pelos seus atos. Ele não oferece resistência ao mal, não tem raiva e não quer vingança. A bem-aventurança não é prometida sob condições, como no Judaísmo. A boa notícia do Evangelho é que não há distinção entre Deus e o homem. Não há preocupação judaica com o pecado, orações, rituais, perdão, arrependimento, culpa, punição ou fé: "[Ele] sabia que era somente através de um modo de vida que alguém poderia se sentir 'divino', 'abençoado', 'evangélico', um 'filho de Deus'. Não é pelo 'arrependimento', nem pela 'oração e perdão' que se chega a Deus: só o caminho do Evangelho leva a Deus — ele próprio é 'Deus!" 

## História do Cristianismo

### Desenvolvimento contrário
Nietzsche vê uma ironia histórica mundial na maneira como a Igreja Cristã se desenvolveu em oposição antitética ao Evangelho e ao Evangelho do Cristianismo primitivo. Uma barbárie doentia finalmente se eleva ao poder como a igreja — a igreja, aquela encarnação da hostilidade mortal a toda honestidade, a toda elevação de alma, a toda disciplina do espírito, a toda humanidade espontânea e bondosa. 

### Paulo e a promessa de vida eterna
Os apóstolos alegaram que a morte de Jesus foi o sacrifício de um homem inocente pelos pecados dos culpados. Mas «o próprio Jesus aboliu o próprio conceito de ‘culpa’, negou que houvesse qualquer abismo entre Deus e o homem; viveu esta unidade entre Deus e o homem, e essa foi precisamente a sua ‘boa nova’”. Para afirmar que existe vida após a morte, os apóstolos ignoraram o exemplo de vida abençoada de Jesus. Paulo enfatiza o conceito de imortalidade em Primeira Coríntios 15:17, como Nietzsche explica: "São Paulo... deu uma qualidade lógica a essa concepção, a essa concepção indecente, desta forma: 'Se Cristo não ressuscitou dos mortos, então toda a nossa fé é vã!' a mais desprezível de todas as promessas incumpridas, a vergonhosa doutrina da imortalidade pessoal. ... Paulo até pregou isso como uma recompensa." 
Paulo usou a promessa de vida após a morte como uma forma de tomar o poder tirânico sobre as massas de pessoas de classe baixa. Isto mudou o Cristianismo de um movimento de paz que alcança a felicidade real para uma religião cujo julgamento final oferece possível ressurreição e vida eterna. Paulo falsificou a história do cristianismo, a história de Israel e a história da humanidade, fazendo com que todas parecessem uma preparação para a crucificação. «A vasta mentira da imortalidade pessoal destrói toda a razão, todo o instinto natural — doravante, tudo o que nos instintos é benéfico, que promove a vida e que salvaguarda o futuro é motivo de suspeita». Nietzsche afirma que a pretensão de santidade de Paulo e seu uso de conceitos sacerdotais eram tipicamente judaicos. O Cristianismo separou-se do Judaísmo como se fosse a religião escolhida, “tal como se o cristão fosse o significado, o sal, o padrão e até o último julgamento de todo o resto”. 

### A Santa Mentira e a crença
Mentir, ou não querer ver como se vê, é uma característica de quem se dedica a um partido ou facção. A mentira é usada por todos os sacerdotes, sejam eles pagãos, judeus ou cristãos: "[O] direito de mentir e a esquiva astuta da 'revelação' pertencem ao tipo sacerdotal geral... A 'lei', a 'vontade de Deus', o 'livro sagrado' e a 'inspiração' - todos esses as coisas são apenas palavras para as condições sob as quais o sacerdote chega ao poder e com as quais ele mantém o seu poder". 

## Condenação
Nietzsche conclui seu trabalho com a insistência de que o Cristianismo “transformou todo valor em inutilidade, e toda verdade em mentira, e toda integridade em baixeza de alma... [Ele] vive da angústia; ele cria angústia para se tornar imortal. Produzir da humanidade uma autocontradição, uma arte de autopoluição, uma vontade de mentir a qualquer preço, uma aversão e desprezo por todos os instintos bons e honestos”, na opinião de Nietzsche, é o espírito do Cristianismo."  Nietzsche acredita que o "'humanitarismo' do Cristianismo" é uma conspiração "contra a saúde, a beleza, o bem-estar, o intelecto, a bondade da alma - contra a própria vida". Nietzsche sugere que o tempo seja calculado a partir de "hoje", a data deste livro, onde o 'Ano Um' começaria em 30 de setembro de 1888 - "A transvaloração de todos os valores!"

## Pensamentos sobre Jesus
Nas suas primeiras obras, Nietzsche não distinguiu os ensinamentos de Jesus do Cristianismo histórico. No entanto, no final de 1887 e início de 1888, ele analisou o ensaio de Tolstoi, "No que eu acredito". A visão de Nietzsche sobre Jesus em O Anticristo segue Tolstoi ao separar Jesus da Igreja e enfatizar o conceito de “não-resistência”, mas usa-o como base para o seu próprio desenvolvimento da “psicologia do Salvador”. 
Nietzsche não contesta Jesus, admitindo que ele foi o único verdadeiro cristão.[28] Ele apresenta um Cristo cuja própria vida interior consistia na «inteligência, na bem-aventurança da paz, na gentileza, na incapacidade de ser um inimigo». 
Nietzsche critica fortemente a instituição organizada do Cristianismo e a sua classe de sacerdotes. O evangelismo de Cristo consistiu nas boas novas de que o 'reino de Deus' está dentro de você: "Qual é o significado de 'Boas Novas'? - A verdadeira vida, a vida eterna foi encontrada - não é meramente prometido, está aqui, está em ti; é a vida que reside no amor, livre de todos os recuos e exclusões", pela qual o pecado é abolido e longe de "toda manutenção de distância" entre o homem e Deus. «O que as «boas novas» nos dizem é simplesmente que já não existem contradições; o reino dos céus pertence às crianças». 

## Publicação
O título alemão, "Der Antichrist", é ambíguo e aberto a duas interpretações: o Anticristo, ou o Anticristão.[  No entanto, seu uso dentro da obra geralmente admite apenas um significado “Anticristiano”.  A tradução de HL Mencken de 1918 e a tradução de RJ Hollingdale de 1968 intitulam suas edições como "O Anticristo"; e Walter Kaufmann usa "O Anticristo", enquanto nenhuma tradução importante usa "O Anticristão". Kaufmann considera O Anticristo a maneira mais apropriada de traduzir o alemão: "[uma] tradução do título como 'O Anticristão' [...] ignora que Nietzsche claramente pretende ser o mais provocativo possível".  Este livro foi escrito pouco antes do infame colapso nervoso de Nietzsche. No entanto, como observa um estudioso, "o Anticristo é incansavelmente vituperador, e de fato pareceria insano se não fosse informado em sua polêmica por uma estrutura de análise e uma teoria de moralidade e religião elaborada em outro lugar". 

## Supressão de partes da obra

### "A palavra idiota"
A seção 29 contém originalmente três palavras que foram suprimidas pela irmã de Nietzsche em 1895: "das Wort Idiot" ou "a palavra idiota". A tradução para o inglês de H.L. Mencken não contém essas palavras. No entanto, em 1931, as palavras foram reintegradas por Josef Hofmiller. Da mesma forma, traduções para o inglês de Walter Kaufmann e R.J. Hollingdale também os contém. Segundo Kaufmann, Nietzsche estava se referindo ao livro de Dostoiévski O Idiota e seu protagonista ingênuo. A passagem diz: "Todo o nosso conceito, o nosso conceito cultural de “espírito” não tinha qualquer significado no mundo em que Jesus viveu. Para falar com a precisão do fisiologista, uma palavra bem diferente caberia aqui: a palavra idiota" 

### As palavras de Cristo ao ladrão na cruz
No parágrafo 35 Nietzsche quis transmitir a ideia de que para Cristo o Céu é um estado de espírito subjetivo.[ Para atingir esse objetivo Nietzsche parodiou uma passagem do Novo Testamento que o Arquivo Nietzsche liderado por Elisabeth Förster decidiu suprimir para que não houvesse dúvidas quanto à estrita correção do uso da Bíblia por Nietzsche.  De acordo com Nietzsche, um dos ladrões, que também estava sendo crucificado, disse: "Este era verdadeiramente um homem divino, um filho de Deus!" Nietzsche fez Cristo responder: "Se você sente isso, você está no Paraíso, você é filho de Deus". Na Bíblia, apenas Lucas relatou um diálogo entre Cristo e o ladrão em que o ladrão disse: "Este homem não fez nada de errado", ao que Cristo responde: "Hoje eu te digo, você estará comigo no Paraíso". Nietzsche fez o ladrão falar as palavras que o centurião mais tarde falou em Lucas 23:47, Mateus 27:54 e Marcos 15:39. Nestas passagens, Cristo foi chamado de “Filho de Deus” pelo soldado. A supressão dos Arquivos Nietzsche foi suspensa em edições posteriores e agora aparece exatamente como Nietzsche escreveu. 
A passagem completa diz: "As palavras sobre o ladrão na cruz contêm todo o evangelho. 'Esta era verdadeiramente uma pessoa divina, um 'filho de Deus', diz o ladrão. “Se você sente isso — responde o Salvador — você está no paraíso, você também é filho de Deus".  

### Um jovem príncipe
No parágrafo 38, há referência a um jovem príncipe que professa ser cristão, mas age de maneira muito mundana. A passagem sobre isso foi suprimida para evitar comparação com Guilherme II. Segundo Mazzino Montinari, esse trecho nunca foi impresso em nenhuma edição preparada pelo Arquivo Nietzsche. No entanto, apareceu na edição de bolso de 1906. 
A passagem completa diz: "Um jovem príncipe à frente dos seus regimentos, esplêndido como expressão do egoísmo e da presunção do seu povo — mas sem qualquer vergonha de se professar cristão!" 

### Ano Domini
Nietzsche, no parágrafo 62, critica o cálculo do tempo desde o nascimento de Cristo (anno Domini). Esta passagem foi julgada por Franz Overbeck e Heinrich Köselitz como indigna de publicação. Segundo Mazzino Montinari, esta passagem foi restaurada na edição de 1899, aparecendo em todas as edições subsequentes.  O texto original diz: "E calcula-se o tempo a partir do dia infeliz em que surgiu esta fatalidade — desde o primeiro dia do Cristianismo! — Por que não antes do último? - De hoje? Reavaliação de todos os valores!" 

### Decreto contra o Cristianismo
Também foi suprimido o "Decreto contra o Cristianismo" de Nietzsche (ou "Lei Contra o Cristianismo"). Esta parte foi adicionada na edição de 1889 e nas edições seguintes de O Anticristo.  Esta parte consiste em sete proposições que podem ser resumidas assim: 
1. Todo tipo de anti-natureza é depravada.
2. A participação na religião é uma tentativa de assassinato à moralidade pública.
3. O local de onde o Cristianismo se espalhou deve ser erradicado.
4. O ensinamento cristão sobre a castidade é uma instigação pública à anti-natureza.
5. O padre cristão é um chandala — ele deveria ser condenado ao ostracismo, passar fome.
6. O que antes era chamado de “santo” e “Deus” deve ser chamado de criminoso e amaldiçoado.
7. "O resto decorre disso". [28]